# Valbom (Gondomar)
Valbom is een stad en freguesia in de Portugese gemeente Gondomar in het district Porto. In 2008 was het inwonertal 18.900 op een oppervlakte van 4,55 km². Valbom heeft sinds 9 december 2004 de status van stad (cidade).